# No teixit

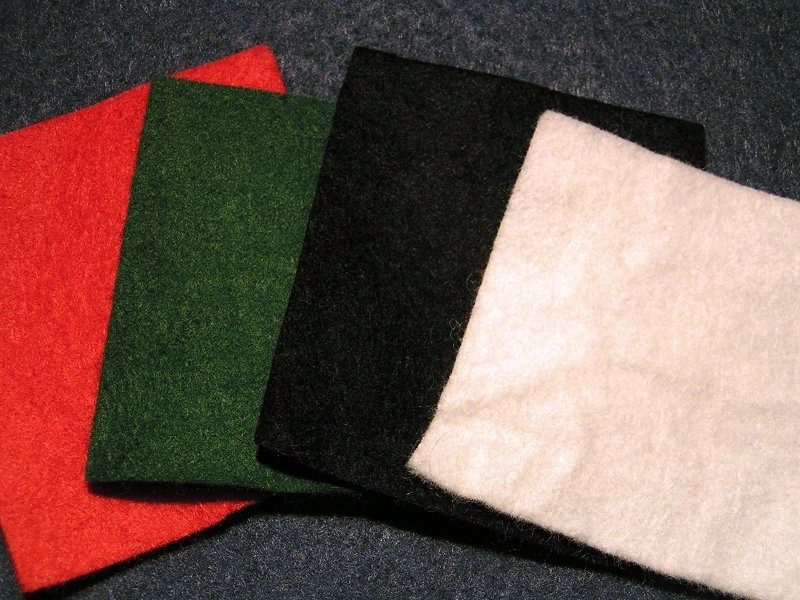
Feltre.

Els  no teixits  (en anglès: "nonwoven") són un tipus de teles produïdes formant una xarxa amb fibres que s'uneixen per procediments mecànics, tèrmics o químics, però sense ser teixides. En aquest sentit, aquests materials es defineixen per la seva negació, és a dir, pel que no són. El teixit no teixit és una làmina, vel o napa de fibres flexibles i poroses, sense trama.
Per a la seva fabricació no és necessari formar una passada pel lligat dels fils, sinó que les fibres tèxtils es bolquen en una safata de manera aleatòria sense que predomini cap direcció i s'enllacen les unes amb les altres per mitjans mecànics.
Els no-teixits són un full o xarxa de fibres o filaments artificials o naturals, excloent al paper, que no va ser teixida i on les fibres estan adherides entre si utilitzant algun dels següents mètodes.
- Afegir un adhesiu.
- Fusionant les fibres calor.
- Fusionant les fibres, dissolent i resolidificant la seva superfície.
- Creant "embolics" o "flocs" en les fibres.
- Usant puntades per posar les fibres en el seu lloc.

## Primera matèria
El material no teixit es produeix principalment de fibres tèxtils sintètiques com el polipropilè (PP) i el polièster (principalment, PET).
Fonamentalment, s'utilitzen en aplicacions durables on el material ha de romandre inalterable durant un llarg període per, al final de la seva vida útil, dipositar-los al contenidor del reciclatge, ja que són 100% reciclables.

## Fabricació
La fabricació del no teixit es porta a terme ajuntant petites fibres en forma de xarxa que s'uneixen mecànicament amb un adhesiu, una dissolució o mitjançant fusió per calor, el que permet entrellaçar de manera que la fricció interna de la fibra dona lloc a un teixit resistent que no es deforma, especialment indicat en l'elaboració de bosses reutilitzables amb una llarga vida útil.
En el cas de la fabricació tradicional de teixits, les fibres de partida, al llarg del procés, pateixen moltes etapes de manufactura, el que provoca grans canvis en elles. En canvi, l'obtenció de no teixits és un sistema simple i curt de baix cost, el que fa que les bosses fabricades amb aquest material siguin econòmiques en comparació amb les d'altres tèxtils.

## Característiques
Entre les característiques pròpies del material no teixit que la diferencien dels altres teixits són:
Processos de fabricació amb elevada producció en temps curts en comparació amb la dels mètodes convencionals de fabricació de teixits.
Possibilitat d'utilitzar gairebé totes les fibres tèxtils, sent les de major ús la viscosa, el polièster i el polipropilè.
Fabricació en gran varietat de gruixos i densitats (gr./m2), en funció de l'aplicació final.
Una de les particularitats més notables és que la seva bona resistència no és obstacle a la seva baixa densitat (fins i tot inferior a 5 o 10 grams/m2) aconseguint un material fort i lleuger.

## Aplicacions
Els no teixits són materials versàtils, usats àmpliament en nombroses aplicacions durables, sent un suport ideal per a bosses i fundes que garanteix la reutilització de les mateixes per la seva resistència i durabilitat. Aquestes bosses i fundes, a més de ser un continent per als teus productes, poden ser peces de disseny amotllables a multitud de formes que, gràcies al teixit i colors, resulten ser articles valorats que el client sol reutilitzar, convertint una simple bossa en un important expositor publicitari de la seva marca, logotip o imatge. Aquest tipus de bosses permeten treballar amb comandes mínimes reduïts i terminis de lliurament curts en comparació amb les bosses de plàstic, de manera que es converteixen en una seriosa alternativa a aquestes últimes. Els no-teixits tenen aplicacions que van des de bolquers per a nadons fins tèxtils industrials d'alt rendiment. Algunes de les àrees on els no-teixits són una alternativa principal són els geotèxtils, materials per a construcció, aïllants de calor i so, higiene, teixits en medicina i la indústria automotriu.

## Nota
1. ↑  Stephanie K. Holland. All about fabrics: an introduction to needlecraft.  Oxford University Press, 28 maig 1987, p. 29–. ISBN 9780198327554 [Consulta: 12 juny 2011].
2. ↑  Definició de la INDAE (Associació de Teles No-Teixides).